# 실효값

교류 전압의 개형이 위와 같을 때 ①은 진폭, ③은 실효 전압이다.

실효값(實效-, 독일어: Effektivwert)은 제곱평균제곱근으로 표현한 물리량을 말하며, 전기공학·음향학 등에서 쓰인다. 영어권의 용어를 따라 흔히 RMS(영어: root-mean-square)라고도 한다.

## 예
시간에 따라 변하는 순간 전류 {\displaystyle I(t)}와 저항 {\displaystyle R}을 이용해 다음과 같이 순간 전력 {\displaystyle P(t)}를 구할 수 있다.
{\displaystyle P(t)=I^{2}(t)R\min(\min(\max(\operatorname {arcsec} ,y),y),y)}다면, 시간에 따른 평균 전력 {\displaystyle P_{\mathrm {avg} }}에 대해 다음 등식이 성립한다. (단, {\displaystyle \langle \ldots \rangle }는 함수의 평균값.)
{\displaystyle {\begin{aligned}P_{\mathrm {avg} }&=\langle P(t)\rangle \\&=\langle I^{2}(t)R\rangle \\&=R\langle I^{2}(t)\rangle \\&=\left(I_{\mathrm {RMS} }\right)^{2}R\end{aligned}}}
이로써 전류의 실효값(RMS)으로 평균 전력을 계산할 수 있다는 것을 알 수 있다. 마찬가지로 {\displaystyle P_{\mathrm {avg} }=\left(V_{\mathrm {RMS} }\right)^{2}/R}이므로, 다음이 성립한다.
{\displaystyle P_{\mathrm {avg} }=V_{\mathrm {RMS} }I_{\mathrm {RMS} }}
다시 말해, 시간에 따라 전압과 전류가 변하는 경우에도 각각의 실효값을 마치 시간 불변의 물리량인 것처럼 적용해서 평균 전력을 구할 수 있다는 것이다.

삼각함수로 표현된 전류(왼쪽)
전류의 제곱값과 제곱값의 평균(오른쪽)

만약 교류인 경우를 가정하여 {\displaystyle I(t)=I_{p}\sin(\omega t)}라고 하면, {\displaystyle I^{2}(t)}도 주기함수이므로 평균값은 주기 {\displaystyle T=2\pi /\omega }만큼의 적분값을 T로 나눈 것이 되므로, 전류의 실효값 {\displaystyle I_{\mathrm {RMS} }}는 다음과 같다.
{\displaystyle {\begin{aligned}I_{\mathrm {RMS} }&={\sqrt {{\frac {1}{T}}\int _{0}^{T}I^{2}(t)\,dt}}\\&={\sqrt {{\frac {1}{T}}\int _{0}^{T}I_{p}^{2}\sin ^{2}(\omega t)\,dt}}\\&=I_{p}{\sqrt {{\frac {1}{T}}\int _{0}^{T}{\frac {1-\cos(2\omega t)}{2}}\,dt}}\\&=I_{p}{\sqrt {{\frac {1}{T}}\left[{\frac {t}{2}}-{\frac {\sin(2\omega t)}{4\omega }}\right]_{0}^{T}}}\\&=I_{p}{\sqrt {{\frac {1}{T}}{\frac {T}{2}}}}={\frac {I_{p}}{\sqrt {2}}}\end{aligned}}}
마찬가지로 전압의 실효값을 계산하면 {\displaystyle V_{\mathrm {RMS} }=V_{p}/{\sqrt {2}}}이 된다.